# Quintanilla de los Adrianos
Quintanilla de los Adrianos es una entidad de población española del municipio de Villarcayo de Merindad de Castilla la Vieja, perteneciente a la provincia de Burgos, en la comunidad autónoma de Castilla y León.

## Historia
Hacia mediados del siglo XIX, el lugar tenía contabilizada una población de veintitrés habitantes. Aparece descrito en el decimotercer volumen del Diccionario geográfico-estadístico-histórico de España y sus posesiones de Ultramar de Pascual Madoz con las siguientes palabras:

QUINTANILLA DE LOS ADRIANOS: una de las 14 ald. de Medina de Pomar, en la prov. de Búrgos, part. jud. de Villarcayo (V). pobl.: 6 vec., 23 alm. cap. prod.: 11,000 rs. imp.: 688.
(Madoz, 1849, p. 337)

En la actualidad, pertenece al municipio de Villarcayo de Merindad de Castilla la Vieja. En 2024, la entidad singular de población tenía empadronados catorce habitantes y el núcleo de población, los mismos.